# Tiếng Litva
Tiếng Litva (lietuvių kalba), là ngôn ngữ chính thức của Litva và được công nhận là một trong những ngôn ngữ chính thức của Liên minh châu Âu. Có khoảng 2,96 triệu người nói tiếng Litva là tiếng mẹ đẻ ở Litva và khoảng 170.000 người ở ngoài Litva. Tiếng Litva là một ngôn ngữ trong nhóm gốc Balt, có quan hệ gần gũi với tiếng Latvia, dù người nói hai ngôn ngữ này không thể hiểu nhau. Chữ viết ngôn ngữ này là chữ Latinh.

## Phân loại
Tiếng Litva là một trong 2 sinh ngữ của nhóm gốc Balt, cùng với tiếng Latvia. Một tiếng Phổ cổ trong nhóm đã biến mất vào thế kỷ 19, các ngôn ngữ trong nhánh miền Tây của nhóm như tiếng Sudovia cũng đã biến mất sớm hơn. Các ngôn ngữ trong nhóm gốc Balt tạo thành một nhóm riêng của hệ ngôn ngữ Ấn-Âu.

## Phân bố
Tiếng Litva được nói chủ yếu ở Litva. Ngôn ngữ này cũng được người Litva đang sống ở Belarus, Latvia, Ba Lan và tỉnh Kaliningrad của Nga sử dụng. Ngoài ra, cộng đồng người Litva ở Argentina, Úc, Brasil, Canada, Đan Mạch, Estonia, Pháp, Iceland, Ireland, Na Uy, các vùng khác của Nga, Thụy Điển, Anh Quốc, Hoa Kỳ và Uruguay cũng sử dụng ngôn ngữ này.
2.955.200 người ở Litva (bao gồm 3.460 người Tatar), hay khoảng 80% dân số quốc gia này nói tiếng Litva như tiếng mẹ đẻ. Tổng cộng trên thế giới có khoảng 4 triệu người sử dụng ngôn ngữ này (1993 UBS).